# Reprezentacja Czechosłowacji na żużlu
Reprezentacja Czechosłowacji na żużlu – grupa żużlowców reprezentujących Czechosłowację w sportowych imprezach międzynarodowych.

## Osiągnięcia

### Mistrzostwa świata
Drużynowe mistrzostwa świata
- 2. miejsce (1): 1963
- 3. miejsce (3): 1960, 1977, 1979

Mistrzostwa świata par
- 3. miejsce (1): 1986

Indywidualne mistrzostwa świata juniorów
- 1. miejsce (–):
  - 1982[a] – Antonín Kasper
- 2. miejsce (–):
  - 1981[a] – Antonín Kasper
- 3. miejsce (–):
  - 1981[a] – Jiří Hnidák

### Pozostałe
Indywidualny Puchar Mistrzów
- 2. miejsce (1):
  - 1991 – Antonín Kasper
- 3. miejsce (1):
  - 1986 – Antonín Kasper